# SV Hildburg Elkenroth
Der SV „Hildburg“ Elkenroth e. V. ist ein deutscher Sportverein mit Sitz in der rheinland-pfälzischen Ortsgemeinde Elkenroth innerhalb der Verbandsgemeinde Betzdorf-Gebhardshain im Landkreis Altenkirchen (Westerwald).

## Geschichte

### Zeit in der Amateurliga Rheinland
Die erste Fußball-Mannschaft stieg zur Saison 1960/61 in die drittklassige Amateurliga Rheinland auf. Mit 21:27 Punkte konnte dort dann auch die Klasse gehalten werden. Den Wechsel hin zu einer wieder eingleisigen Liga konnte man dann zwar noch überstehen, die Saison 1963/64 sollte für den Verein dann jedoch die letzte in der drittklassigen Liga sein. Mit 21:39 musste man am Ende der Spielzeit über den 14. Platz den Weg in die 2. Amateurliga antreten.

### Heutige Zeit
In der Saison 2002/03 spielte der Verein innerhalb einer Spielgemeinschaft mit den Elbtaler Sportfreunden Kausen-Dickendorf in der Kreisliga B Westerwald/Sieg und belegte hier mit 22 Punkten den 14. und damit letzten Platz der Tabelle, womit die SG in die Kreisliga C absteigen musste. Hieraus gelang dann aber gleich in der nächsten Saison mit 61 Punkten als Meister der Aufstieg. Erneut nach unten ging es dann am Ende der Spielzeit 2006/07, diesmal konnte man mit 15 Punkten nur den 13. Platz erreichen. Diesmal sollte es bis zum Wiederaufstieg etwas länger dauern. Mit 61 Punkten gelang dann am Ende der Saison 2008/09 mit einem Punkt Vorsprung auf den Verfolger dann jedoch schließlich ganz knapp die Meisterschaft. Seitdem konnte man sich dann bis zur Saison 2018/19 in der Kreisliga B halten. Zur Saison 2019/20 wurden die Elkenrother dann Teil der SG Malberg, welche in der Rheinlandliga antritt.